# Marigny-les-Usages
Marigny-les-Usages település Franciaországban, Loiret megyében. Lakosainak száma 1861 fő (2022. január 1.). Marigny-les-Usages Rebréchien, Boigny-sur-Bionne, Chanteau, Loury, Saint-Jean-de-Braye, Semoy és Vennecy községekkel határos.

## Népesség
A település népességének változása:
| Lakosok száma | 480  | 913  | 998  | 1139 | 1229 | 1428 | 1560 | 1692 | 1755 | 1861 |
|               | 1968 | 1982 | 1990 | 2006 | 2013 | 2015 | 2017 | 2019 | 2020 | 2022 |